# Elecciones generales del Imperio otomano de 1912
Las elecciones generales del Imperio otomano de 1912 se celebraron en abril. Debido al fraude y a una campaña electoral brutal, el Comité de Unión y Progreso (Jóvenes Turcos) obtuvo 269 de los 275 escaños en la Cámara de Diputados del Parlamento del Imperio, mientras que el Partido Libertad y Concordia (o Entente Liberal) se quedó apenas con los otros seis escaños.